# Лейк-Магдалин (Флорида)
Лейк-Магдалин (англ. Lake Magdalene) — статистически обособленная местность, расположенная в округе Хилсборо (штат Флорида, США) с населением в 28 755 человек по статистическим данным переписи 2000 года.

## География
По данным Бюро переписи населения США статистически обособленная местность Лейк-Магдалин имеет общую площадь в 30,3 квадратных километров, из которых 27,45 кв. километров занимает земля и 2,85 кв. километров — вода. Площадь водных ресурсов округа составляет 9,41 % от всей его площади.
Статистически обособленная местность Лейк-Магдалин расположена на высоте 14 м над уровнем моря.

## Демография
| Год переписи        | Нас.  |  | %±    |
| ------------------- | ----- |  | ----- |
| 1970                | 9266  |  | —     |
| 1980                | 13331 |  | 43,9% |
| 1990                | 15973 |  | 19,8% |
| 2000                | 28755 |  | 80%   |
| 1970–2000 Источник: |       |  |       |

По данным переписи населения 2000 года в Лейк-Магдалин проживало 28 755 человек, 7722 семьи, насчитывалось 12 085 домашних хозяйств и 12 938 жилых домов. Средняя плотность населения составляла около 949,01 человек на один квадратный километр. Расовый состав населённого пункта распределился следующим образом: 86,65 % белых, 5,91 % — чёрных или афроамериканцев, 0,35 % — коренных американцев, 2,33 % — азиатов, 0,03 % — выходцев с тихоокеанских островов, 2,09 % — представителей смешанных рас, 2,64 % — других народностей. Испаноговорящие составили 13,51 % от всех жителей статистически обособленной местности.
Из 12085 домашних хозяйств в 28,9 % воспитывали детей в возрасте до 18 лет, 49,5 % представляли собой совместно проживающие супружеские пары, в 10,9 % семей женщины проживали без мужей, 36,1 % не имели семей. 28,9 % от общего числа семей на момент переписи жили самостоятельно, при этом 8,6 % составили одинокие пожилые люди в возрасте 65 лет и старше. Средний размер домашнего хозяйства составил 2,35 человек, а средний размер семьи — 2,93 человек.
Население статистически обособленной местности по возрастному диапазону по данным переписи 2000 года распределилось следующим образом: 22,5 % — жители младше 18 лет, 7,9 % — между 18 и 24 годами, 29,9 % — от 25 до 44 лет, 26,8 % — от 45 до 64 лет и 13,0 % — в возрасте 65 лет и старше. Средний возраст жителей составил 39 лет. На каждые 100 женщин в Лейк-Магдалин приходилось 91,7 мужчин, при этом на каждые сто женщин 18 лет и старше приходилось 89,7 мужчин также старше 18 лет.
Средний доход на одно домашнее хозяйство статистически обособленной местности составил 43 259 долларов США, а средний доход на одну семью — 54 276 долларов. При этом мужчины имели средний доход в 39 556 долларов США в год против 30 398 долларов среднегодового дохода у женщин. Доход на душу населения статистически обособленной местности составил 43 259 долларов в год. 5,6 % от всего числа семей в населённом пункте и 7,2 % от всей численности населения находилось на момент переписи населения за чертой бедности, при этом 8,6 % из них были моложе 18 лет и 8,1 % — в возрасте 65 лет и старше.